# ألكسندر غايدوكوف
ألكسندر فلاديميروفيتش غايدوكوف ((الروسية: Александр Владимирович Гайдуков)) (من مواليد 10 يناير 1974) هو لاعب كرة الماء من كازاخستان.
شارك في دورة الألعاب الآسيوية 2006 في الدوحة بقطر.

## روابط خارجية
- ألكسندر غايدوكوف على موقع الاتحاد الدولي للسباحة (الإنجليزية)
- ألكسندر غايدوكوف على موقع أوليمبيديا (الإنجليزية)